# Marcantonio Bragadin (cardinal)
Pour les articles homonymes, voir Marcantonio Bragadin et Bragadin.
Marcantonio Bragadin, dont le prénom est parfois orthographié Marc'Antonio ou Marco Antonio (né en 1591 à Venise, alors capitale de la république de Venise et mort le 28 mars 1658 à Rome) est un cardinal italien du XVIIe siècle.

## Biographie
Marcantonio Bragadin est nommé évêque de Crema en 1629. Il est transféré au diocèse de Ceneda et puis à celui de Vicence.
Le pape Urbain VIII le crée cardinal-prêtre lors du consistoire du 16 décembre 1641. Il participe au conclave de 1644, lors duquel Innocent X est élu pape, puis à celui de 1655 (élection d'Alexandre VII). Il est camerlingue du Sacré Collège en 1650-1651.

### Sources
- Fiche du cardinal Marcantonio Bragadin sur le site fiu.edu